# Caixa de combinação

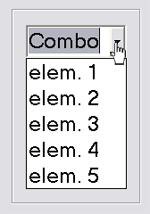
Exemplo de caixa de combinação.

Em computação, uma caixa de combinação (do inglês combo box) é um elemento de interface gráfica (isto é um componente widget). É uma combinação de uma caixa de texto editável e de um caixa de listagem que permite mostrar uma lista comprida de opções e preencher na caixa de texto as opções desejadas que não estão na lista (por exemplo, nivel de zoom em processador de texto). Algumas caixas de combinação têm a função de autocomplemento para a busca rápida das opções pré-definidas na lista.
Dependendo do widget toolkit ou aplicação em uso, existem muitos estilos de apresentação gráfica de caixas de combinação.